# الأبديون
الأبديون (بالإنجليزية: Eternals) هو فيلم ابطال خارقون متعدد الجنسيات، مبني على مارفل كومكس، الفيلم من إنتاج مارفل ستوديوز وإخراج كلوي تشاو. تدور احداث الفيلم بعد أحداث فيلم المنتقمون: نهاية اللعبة، تم إصدار الفيلم في 5 نوفمبر 2021.
في أبريل 2018، أعلن رئيس استوديوهات مارفل كيفن فايج أن فيلمًا يعتمد على الأبديون قد بدأ في التطوير، مع تعيين ريان وكاز فيربو لكتابة السيناريو في مايو. وتم تعيين كلوي تشاو لإخراج الفيلم في أواخر سبتمبر، وتم منحها حرية إبداعية كبيرة مع الفيلم، مما أدى إلى التصوير في الموقع أكثر من أفلام MCU السابقة. أعادت تشاو كتابة السيناريو، والذي ورد لاحقًا أن بورلاي ساهم أيضًا فيه. تم التصوير الرئيسي في الفترة من يوليو 2019 إلى فبراير 2020، في استوديوهات باينوود وكذلك في الموقع في لندن وأكسفورد بإنجلترا وجزر الكناري.
تم عرض الفيلم لأول مرة في لوس أنجلوس في 18 أكتوبر 2021، وتم إصداره بشكل مسرحي في الولايات المتحدة في 5 نوفمبر، كجزء من المرحلة الرابعة من MCU. حقق الفيلم أكثر من 336 مليون دولار في جميع أنحاء العالم. وقد تلقى آراء متباينة من النقاد، الذين أشادوا بموضوعاته وصوره، لكنهم انتقدوا عرضه ووتيرته ووقت تشغيله ونقص تطوير الشخصية.

## القصة
في عام 5000 قبل الميلاد. عشر ابديون ذوي قوى عظمى وهم اجاك ، سرسي ، ايكاريس ، كينغو ، سبرايت ، فاستوس ، ماكاري ، درويغ ، جيلغاميش و ثينا من قبل ارشيم السماوية في مركبة فضائية . حيث ارسلوا لابادة المنحرفون . قُتل آخر المنحرفين عام 1521 ، وتختلف آراء المجموعة حول مسؤولياتهم المستمرة وعلاقتهم بالبشرية. على مدى الخمسمائة عام التالية ، عاشوا في الغالب منفصلين عن بعضهم البعض ، في انتظار عودة أريشم.في الوقت الحاضر ، يعيش كل من سرسي و سبريت معًا في لندن. بعد أن تركت سيرسي شريكها إيكاريس قبل ذلك بقرون ، أصبحت الآن على علاقة بالإنسان دان ويتمان ، الذي يعمل في متحف التاريخ الطبيعي. تم مهاجمة الثلاثي من قبل المنحرف كرو ، مع وصول ايكاريس ومطاردة المخلوق بعيدًا. بعد أن أدركوا عودة المنحرفين ، سافروا إلى ساوث داكوتا للم شملهم مع زعيمهم ، أجاك ، ليكتشفوا أنها قتلت على يد كرو.اختارت أجاك سيرسي بعد وفاتها خلفًا لها ، مما منحها القدرة على التواصل مع أريشم ، الذي كشف أن مهمة الأبدية لم تكن محاربة المنحرفين ولكن لإعداد الأرض لـ «الظهور». توضح اريشم أنه منذ ملايين السنين ، كانت السماوية تزرع بذورها على كواكب مأهولة بالسكان من أجل ولادة سماوية جديدة ، مع إرسال المنحرفين من قبلهم لتدمير الحيوانات المفترسة في قمة كل كوكب لضمان تطور الحياة الذكية. ومع ذلك ، عندما تطور المنحرفون وبدأوا في مطاردة السكان الأصليين للكواكب ، أنشأت السماوية الأبديين لإعدامهم. مع انعكاس الضوء ، وصلت الأرض إلى السكان الضروريين لولادة تياموت السماوي ، والذي سينتج عنه تدمير الأرض.بعد أن تعلمت أن تحب الإنسانية ، يتجمع الأبديون ويقررون منع الظهور. يجتمعون مرة أخرى مع كينغو و ثينا و جيلغامش قبل التوجه إلى منزل درويغ في غابات الأمازون المطيرة ، حيث يهاجمهم كرو والمنحرفون. نجحت المجموعة في قتل معظمهم ، فقط لقتل كرو كلكامش قبل الفرار. بعد حرق جثته ، قاموا بزيارة فاستوس ، الذي يقترح على درويغ وضع تياموت للنوم من خلال تضخيم قدراته في التحكم في العقل مع اوني-ميند ، وهي صلة بين جميع الأبديين. وعثر الفريق أيضًا على مكاري الذي كان يعيش في سفينته دومو. ويكشف إيكاريس أنه أبلغ عن الظهور من قبل أجاك قبل قرون ، واختار أن يظل مخلصًا لأريشم ، وأطعم أجاك للانحرافين قبل ستة أيام لمنعها من إيقافه ، قبل أن تعيد جسدها إلى منزلها للتظاهر بالجهل. ينضم سبرايت إلى اكاريس وهو يفر بسبب حبها غير المتبادل له ، بينما يترك كينغو المجموعة أيضًا لأنه لا يرغب في مواجهة اريشم أو محاربة زملائه في الفريق.مكاري يحدد موقع الظهور عند سفح بركان نشط في المحيط الهندي ، ويقاتل الأخوان إيكاريس وسبرايت قبل أن يهاجمهم كرو ، الذي قتلته ثينا بعد ذلك. تقوم درويغ بإخراج سبرايت بعد أن حاولت قتل سرسي ، ويعمل الابديون المتبقية معًا لإخضاع ايكاريس بينما يقوم فاستوس بتنشيط اوني-ميند . يتحرر إيكاريس من قيوده ويقترب من سيرسي لقتلها ، لكنه يجد نفسه غير قادر على فعل ذلك بسبب حبه لها. عندما ينضم هو وسبرايت إلى اوني-ميند ، تكتسب سرسي قوة كافية لتحويل تياموت إلى رخام. تحلق إيكاريس ، المليئة بالذنب ، في الشمس ، بينما بناءً على طلب سبرايت ، تستخدم سيرسي الطاقة المتبقية من اوني-ميند لتحويل العفريت إلى إنسان ، وتنهي حالتها الطفولية الدائمة.تغادر ثينا و درويغ و ماكاري على سفينة دومو للعثور على الابديين الأخرين ، بينما يبقى سيرسي و فاستوس و كينغو و سبرايت على الأرض. يعترف داين بحبه لـ سيرسي وهو على وشك الكشف عن سر حول تاريخ عائلته عندما يتم جره مع فاستوس و كينغو عن بعد إلى الفضاء بواسطة اريشم . يقول أريشيم إنه مستاء من خيانتهم ، لكنه اختار إنقاذ البشرية إذا أظهرت ذكريات الأبدية أن البشر يستحقون العيش. بعد تعهده بالعودة للحكم ، يختفي في حالة فردية ، ويأخذ الثلاثي معه.في مشهد منتصف الاعتمادات ، تمت زيارة ثينا و ماكاري و درويغ من قبل الابدي اروس ، شقيق ثانوس ، ومساعده بيب الدو رول ، الذين يقدمون مساعدتهم. في مشهد ما بعد الاعتمادات ، يفتح داين صندوقًا قديمًا ورثه عن أسلافه يحتوي على ايبوني بلايد الأسطوري عندما يسأله شخص غير مرئي عما إذا كان مستعدًا لذلك.

## روابط خارجية
- الموقع الرسمي
- الموقع الرسمي
- الأبديون على موقع IMDb (الإنجليزية)
- الأبديون على موقع ميتاكريتيك (الإنجليزية)
- الأبديون على موقع روتن توميتوز (الإنجليزية)
- الأبديون على موقع ألو سيني (الفرنسية)
- الأبديون على موقع أول موفي (الإنجليزية)
- الأبديون على موقع بوكس أوفيس موجو (الإنجليزية)
- الأبديون على موقع فيلمافينيتي (الإسبانية)
- الأبديون على موقع قاعدة بيانات الأفلام السويدية (السويدية)
- الأبديون على موقع قاعدة بيانات الفيلم (الإنجليزية)
- الأبديون على موقع ليتربوكسد (الإنجليزية)